# Ricard Barberà Guillem
Ricard Barberà i Guillem (Aldaia, 1971), és un polític valencià. Fou alcalde de Xirivella entre els anys 2017 i 2019 en substitució a Michel Montaner Berbel del PSPV-PSOE en virtut del pacte de govern de la legislatura 2015 - 2019. Va estudiar a l'institut de secundària d'Alaquàs per a posteriorment estudiar enginyeria en organització industrial a la Universitat Politècnica de València. Treballa en l'Institut de Biomecànica de València, on l'any 2016 va aconseguir la qualificació cum laude en la defensa de la seua tesi doctoral sobre la millora de la qualitat de vida de les persones que utilitzen cadira de rodes. Fou candidat a l'alcaldia de Xirivella per Compromís per Xirivella els anys 2011 i 2015, durant les dues legislatures va ser el portaveu de Compromís, des de 2015 és regidor de Benestar Social de l'Ajuntament de Xirivella.